# Krosandra
Krosandra (lat. Crossandra) rod trajnica, polugrmova i grmova, rijetko jednogodišnjeg raslinja iz porodice Acanthaceae. Postoji 54 priznate vrste, uglavnom u Africi, te na Madagaskaru, Indijskom potkontinentu i Arapskom poluotoku

## Opis
Rod je opisan 1805. Višegodišnje biljke ili mali grmovi. Cvat je terminalni klas, često na dugoj peteljci. Brakteje istaknute, jajolike; brakteole duge kao čaška. Čaška ± zigomorfna s kratkom cijevi i 5 dužih režnjeva, gornji režanj je najširi i često 2-nazubljen. Vjenčić 1-usni, žut, narančast ili crven, usna 5-režnjevita. Prašnika 4, svi 1-tekusni, uključeni u cjevčicu vjenčića; filamenti epipetalni većim dijelom svoje dužine. Disk prstenasti. Jajnik elipsoidan. Sjeme nosi na retinakuli. 

## Vrste
1. Crossandra acutiloba Vollesen
2. Crossandra albolineata Benoist
3. Crossandra angolensis S.Moore
4. Crossandra arenicola Vollesen
5. Crossandra armandii Benoist
6. Crossandra baccarinii Fiori
7. Crossandra benoistii Vollesen
8. Crossandra cephalostachya Mildbr.
9. Crossandra cinnabarina Vollesen
10. Crossandra cloiselii S.Moore
11. Crossandra douillotii Benoist
12. Crossandra flava Hook.
13. Crossandra flavicaulis Vollesen
14. Crossandra friesiorum Mildbr.
15. Crossandra fruticulosa Lindau
16. Crossandra grandidieri (Baill.) Benoist
17. Crossandra greenstockii S.Moore
18. Crossandra horrida Vollesen
19. Crossandra humbertii Benoist
20. Crossandra infundibuliformis (L.) Nees
21. Crossandra isaloensis Vollesen
22. Crossandra johanninae Fiori
23. Crossandra leikipiensis Schweinf.
24. Crossandra leucodonta Vollesen
25. Crossandra longehirsuta Vollesen
26. Crossandra longipes S.Moore
27. Crossandra longispica Benoist
28. Crossandra massaica Mildbr.
29. Crossandra mucronata Lindau
30. Crossandra multidentata Vollesen
31. Crossandra nilotica Oliv.
32. Crossandra nobilis Benoist
33. Crossandra obanensis Heine
34. Crossandra pilosa (Benoist) Vollesen
35. Crossandra pinguior S.Moore
36. Crossandra poissonii Benoist
37. Crossandra praecox Vollesen
38. Crossandra primuloides Lindau
39. Crossandra puberula Klotzsch
40. Crossandra pungens Lindau
41. Crossandra pyrophila Vollesen
42. Crossandra quadridentata Benoist
43. Crossandra raripila Benoist
44. Crossandra rupestris Benoist
45. Crossandra spinescens Dunkley
46. Crossandra spinosa Beck
47. Crossandra stenandrium (Nees) Lindau
48. Crossandra stenostachya (Lindau) C.B.Clarke
49. Crossandra strobilifera (Lam.) Benoist
50. Crossandra subacaulis C.B.Clarke
51. Crossandra sulphurea G.Taylor
52. Crossandra tridentata Lindau
53. Crossandra tsingyensis Vollesen
54. Crossandra vestita Benoist
55. Crossandra zuluensis W.T.Vos & T.J.Edwards; ponekad uključena u C. fruticulosa